# Crazy for You (Madonna)
Crazy for You is een nummer van de Amerikaanse zangeres Madonna uit 1985. Het nummer staat op de soundtrack van de film Vision Quest. Op 2 maart van dat jaar werd het nummer op single uitgebracht.

## Achtergrond
De plaat werd vooral een grote hit in Noord-Amerika, Oceanië en op de Britse eilanden. In Madonna's thuisland de Verenigde Staten bereikte de plaat de nummer 1-positie in de Billboard Hot 100. Ook in   Canada en Australië werd de nummer 1-positie bereikt. In het Verenigd Koninkrijk werd de 2e positie bereikt in de UK Singles Chart, evenals in Ierland en Nieuw-Zeeland.
In Nederland werd de plaat veel gedraaid op Hilversum 3 en werd een radiohit in de destijds drie hitlijsten op de nationale popzender. De plaat bereikte de 11e positie in de Nationale Hitparade, de 14e positie in de Nederlandse Top 40 en de 13e positie in de TROS Top 50. In de Europese hitlijst op Hilversum 3, de TROS Europarade, werd de 8e positie bereikt.
In België bereikte de plaat de 13e positie in de Vlaamse Ultratop 50 en de 14e positie in de Vlaamse Radio 2 Top 30.

## NPO Radio 2 Top 2000
Crazy for You stond alleen in 2000 in de NPO Radio 2 Top 2000, op plek 1425.